# Alicia López Bruzos

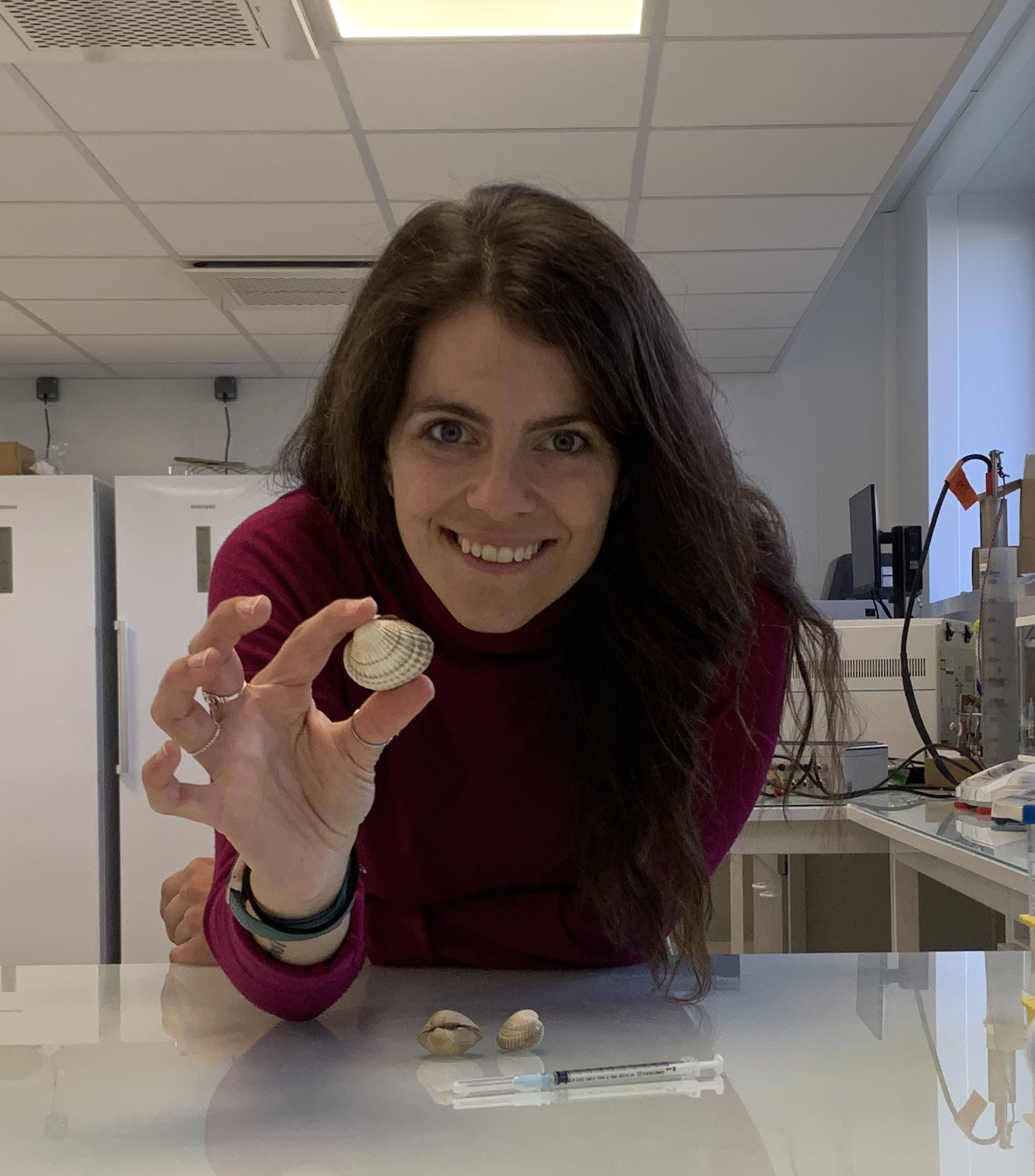
Alicia L Bruzos (2024)

Alicia López Bruzos (* 29. März 1993 in Lugo) ist eine spanische Genetikerin und Forscherin im Bereich Meeresbiologie und Genetik an der Universität Caen Normandie. Ihre Forschung konzentriert sich auf übertragbare Krebserkrankungen bei Muscheln.

## Akademische und wissenschaftliche Laufbahn
Sie absolvierte 2015 ein Biologiestudium an der Universität Santiago de Compostela, gefolgt von einem Master in Bioinformatik an der Autonomen Universität Barcelona. Im Jahr 2022 promovierte sie an der Universität Santiago de Compostela, wo sie die genetischen Grundlagen von übertragbaren Metastasen im Meer untersuchte.
Nach ihrer Promotion forschte sie als Postdoktorandin am Francis Crick Institute und am University College London. 2023 erhielt sie ein Marie-Skłodowska-Curie-Stipendium, um ihre Forschung an der Universität Caen Normandie fortzusetzen, wo sie derzeit tätig ist.

## Forschung

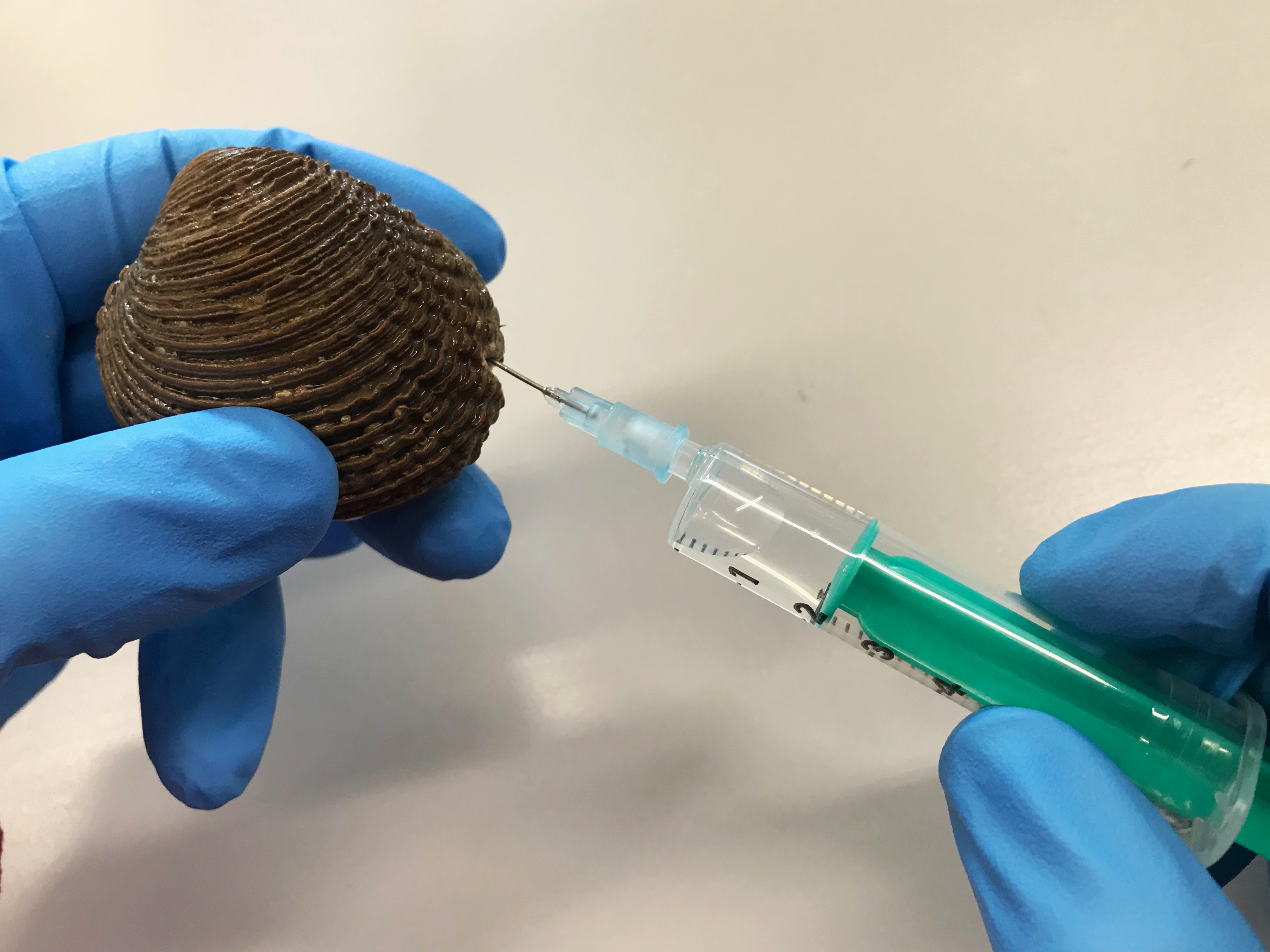
Diagnose von übertragbarem Muschelkrebs

Alicia L. Bruzos erforscht übertragbare Krebserkrankungen bei Muscheln – eine seltene Krebsform, bei der sich Tumorzellen von einem Individuum auf ein anderes ausbreiten. Ihr Ziel ist es, die genetischen und evolutionären Mechanismen zu verstehen, die die Übertragung und das Fortbestehen dieser Krebsarten ermöglichen, und dabei Parallelen zu menschlichen Metastasen zu ziehen.
Sie hat bedeutende Entdeckungen im Bereich der Krebsgenomik beim Menschen gemacht, darunter die durch LINE-1-Retrotransposons verursachte genomische Instabilität, die durch das Hepatitis-B-Virus induzierte chromosomale Instabilität bei Leberkrebs sowie die Identifizierung von BRAF-Fusionsgenen, die an kongenitalen melanozytären Nävi beteiligt sind.
Ihre Forschung zu übertragbaren Krebsarten bei Muscheln umfasst die Entdeckung einer neuen Krebsform, die mehrere Muschelarten befällt, die Entwicklung eines Multiplex-PCR-Tests zur Erkennung zweier übertragbarer Krebsstämme bei Herzmuscheln sowie die Charakterisierung der Mechanismen, die ihr Fortbestehen begünstigen, darunter der horizontale Transfer von mitochondrialer DNA und eine hohe genomische Instabilität, einschließlich der vollständigen Genomduplikation.
Ihre Arbeit, an der Schnittstelle von Krebsforschung, Evolution und Meeresökologie, legt nahe, dass diese Krebsarten in marinen Ökosystemen weiter verbreitet sein könnten als bisher angenommen – mit bedeutenden Auswirkungen auf die Gesundheit von Küstenökosystemen und die wirtschaftlich genutzten Muschelpopulationen in Aquakultur.

## Auszeichnungen
Im Jahr 2024 wurde Alicia L. Bruzos mit dem Jeunes Talents L’Oréal-UNESCO for Women in Science-Preis für ihre herausragenden Beiträge zur Erforschung übertragbarer Krebserkrankungen bei Muscheln ausgezeichnet. Der Preis wurde ihr im Oktober an der Académie des Sciences in Paris verliehen.